# Simulium aspericorne
Simulium aspericorne es una especie de insecto del género Simulium, familia Simuliidae, orden Diptera.
Fue descrita científicamente por Fain & Bafort, 1976.